# Mölnbo
Mölnbo est une localité de Suède dans la commune de Södertälje située dans le comté de Stockholm.
Sa population était de 1 046 habitants en 2019.